# アカアシシギ
アカアシシギ（赤足鷸、学名：Tringa totanus）は、チドリ目シギ科に分類される鳥類。

## 分布
アイスランド、アイルランド、アゼルバイジャン、アフガニスタン、アラブ首長国連邦、アルジェリア、アルバニア、アルメニア、アンゴラ、イエメン、イギリス、イスラエル、イタリア、イラク、イラン、インド、インドネシア、ウガンダ、ウクライナ、ウズベキスタン、エジプト、エストニア、エチオピア、エリトリア、オーストラリア、オーストリア、オマーン、オランダ、カザフスタン、カタール、ガーナ、カメルーン、カーボベルデ、ガボン、ガンビア、カンボジア、ギニア、ギニアビサウ、キプロス、ギリシャ、キルギス、クウェート、グルジア、クロアチア、ケニア、コートジボワール、コンゴ共和国、コンゴ民主共和国、サウジアラビア、ザンビア、シエラレオネ、ジブチ、シリア、シンガポール、ジンバブエ、スイス、スウェーデン、スーダン、スペイン、スリランカ、スロバキア、スロベニア、セイシェル、赤道ギニア、セネガル、セルビア、ソマリア、タイ王国、大韓民国、台湾、タジキスタン、チェコ、チャド、中央アフリカ共和国、中華人民共和国（香港含む）、チュニジア、朝鮮民主主義人民共和国、デンマーク、ドイツ、トーゴ、トルクメニスタン、トルコ、ナイジェリア、ナミビア、ニジェール、日本、ネパール、ノルウェー、パキスタン、パプアニューギニア、パラオ、バーレーン、ハンガリー、バングラデシュ、フィリピン、フィンランド、フランス、ブルガリア、ブルンジ、ベトナム、ベラルーシ、ベルギー、ボツワナ、ポーランド、ポルトガル、マケドニア共和国、マラウイ、マリ共和国、マルタ、マレーシア、ミクロネシア連邦、南アフリカ共和国、ミャンマー、モザンビーク、モルジブ、モルドバ、モーリタニア、モロッコ、モンゴル人民共和国、モンテネグロ、ヨルダン、ラオス、ラトビア、リトアニア、リビア、リヒテンシュタイン、リベリア、ルーマニア、レバノン、ロシア
夏季にユーラシア大陸の温帯域、亜寒帯域で繁殖し、冬季（北半球の）はアフリカ大陸やユーラシア大陸南部等へ南下し越冬する。
日本では亜種アカアシシギが渡りの途中に飛来する（旅鳥）が、北海道東部（野付半島や尾岱沼、風蓮湖等）では少数繁殖している。九州以南では、越冬する個体もある。飛来数はあまり多くない。

## 形態
全長27.5cm。体重90-170g。次列風切の先端は白い。嘴の基部は赤く、先端は黒い。後肢も赤く、発達している。
夏羽は頭部からの体の上面が灰褐色で、黒い縦斑が密に入る。喉からの体下面は、白地に黒い縦縞が密に入り、脇には黒い横斑がある。飛翔時は次列風切が白く見える。眼先は白く、眼の周囲に白い輪模様（アイリング）がある。冬羽は頭部からの体の上面が淡い灰褐色で、夏羽に比べて斑紋が粗い。

## 亜種
6亜種に分かれるとされる。
- Tringa totanus totanus　(Linnaeus, 1758)
- Tringa totanus ussuriensis　　アカアシシギ

## 生態
湖や海岸等の周囲にある湿った草原や干潟等に生息する。冬季は単独もしくは小規模な群れを形成し生活する。
食性は動物食で、環形動物、貝類、甲殻類、昆虫類等を食べる。
繁殖形態は卵生。草むらの中に枯草で皿状の巣を作り、4個の卵を産む。雌雄とも抱卵し、抱卵期間は22-29日。雛は孵化してから25-35日で飛翔できるようになる。生後1-2年で性成熟する。
「ピーチョイチョイ」「ピーピョンピョン」などと鳴く。

## 人間との関係
開発による繁殖地の減少等により生息数は減少している。